# 侯 (姓)
侯（こう）は、漢姓のひとつ。『百家姓』の230番目。

## 中国の姓
2020年の中華人民共和国の第7回全国人口調査（国勢調査）に基づく姓氏統計によると中国で80番目に多い姓であり、338.79万人がいる。一方、台湾の2018年の統計では第57位で、53,383人がいる。
侯姓の人物は漢代にすでに見られ、『元和姓纂』には晋の晋侯緡（武公に滅ぼされた）の子孫と記すが、いっぽう『魏書』官氏志には鮮卑の胡古口引氏（『広韻』には「古口引氏」に作る）が侯氏に改めたと記すなど、その起源は多様であったようである。

### 著名な人物
- 侯覇 - 前漢末から後漢初にかけての政治家。
- 侯景 - 南北朝時代の軍人。侯景の乱を起こした。
- 侯君集 - 唐の軍人。
- 侯方域（中国語版） - 明末清初の文人。復社の主要人物のひとりで、『桃花扇』のモデル。
- 侯外廬 - 歴史学者。『資本論』の中国語訳で知られる。
- 侯宝林（中国語版） - 相声の名人。
- 侯斌 - 陸上選手。
- 侯逸凡（中国語版） - チェスのグランドマスター。
- 侯孝賢 - 台湾の映画監督。

## 朝鮮の姓
侯（フ、朝: 후）は、朝鮮人の姓の一つである。2015年の国勢調査による韓国内での人口は55人。

### 著名な人物
- 侯寅廷（朝鮮語版） - 韓国のバレーボール選手。華僑出身[8]。

### 氏族
2015年の韓国の国勢調査によると、漢陽侯氏は14人、残りの41人の本貫は不明。